# FIH Erhvervsbank
FIH Erhvervsbank A/S (herefter FIH) var en erhvervs- og investeringsbank med hovedkvarter i København og en lokalafdeling i Vejle. I 2010 overtog et joint venture bestående af ATP, PFA, Folksam og CPDyvig ejerskabet af FIH. Ved udgangen af 2010 havde FIH et samlet udlån på omkring 70 mia. kr. fordelt på cirka 4.000 erhvervskunder.  

## Historie
FIH blev stiftet i 1958 som "Finansieringsinstituttet for Industri og Håndværk A/S" for at dække danske virksomheders behov for mellemlang finansiering. FIH var i en årrække børsnoteret, men blev afnoteret i 2000, da FöreningsSparbanken (Sverige) via FI-Holding overtog aktiemajoriteten sammen med en kreds af eksisterende aktionærer, som blandt andet talte Dansk Industri, Dansk Arbejdsgiverforening, ATP og Lønmodtagernes Dyrtidsfond.
I 2004 købte den islandske Kaupthing Bank FI-Holding. Under det islandske ejerskab etableres FIH Partners, FIH Capital Markets og FIH Netbank Pro. Efter kraftig økonomisk uro på Island blev Kaupthing Bank den 9. oktober 2008 sat under administration af den islandske stat. FIH var ”ring fenced” i forhold til Kaupthing og opererede som dansk bank under dansk tilsyn. Alligevel var det islandske ejerskab en belastning for FIH, idet investeringsbureauerne nedjusterede FIH. Der gik mere end to år før et nyt ejerskab var på plads, hvilket blandt andet betød at FIH i januar 2009 måtte afskedige 21 % af medarbejderne.
I september 2010 annoncerede FIH, at joint venture selskabet FIH Holding A/S bestående af ATP, PFA, Folksam og CPDyvig havde indgået aftale om køb af alle Kaupthing Banks aktier (99,89 % af samtlige aktier). ATP ejer 49,95% af aktierne i FIH, mens PFA ejer 19,89%, Folksam 19,98% og CPDyvig 9,99%. De resterende 0,11% af aktierne i FIH ejes af FIH og FIHs medarbejdere. Den 6. januar 2011 blev det nye ejerskab godkendt.
I 2014 solgte banken sin udlånsforretning til Spar Nord og Nykredit
I marts 2016 indleverede FIH sin banklicens, efter frasalg af alle indlånskunder til Nykredit

## Administrerende direktører
- 1958-1981 Erik Mollerup
- 1981-1992 Olav Grue
- 1992-1998 Henrik Heideby
- 1998-2009 Lars Johansen
- 2009- Henrik Sjøgreen
- 2011-2014 Bjarne Graven Larsen (Co-CEO)

## Fakta
- Resultat af finansielle poster, 2015: DKK 588,1 mio.
- Resultat efter skat, 2015: DKK 144,7 mio.
- Antal ansatte (Gennemsnitlig FTE 2015): 66

## Eksterne links
- FIH website Arkiveret 30. oktober 2020 hos  Wayback Machine
- FIH .com website Arkiveret 9. august 2020 hos  Wayback Machine
- FIH Partners website Arkiveret 3. februar 2011 hos  Wayback Machine
- PFA Arkiveret 11. marts 2012 hos  Wayback Machine
- Folksam Arkiveret 8. februar 2011 hos  Wayback Machine

55°42′36.31″N 12°35′34.19″Ø / 55.7100861°N 12.5928306°Ø